# Maō-gun Saikyō no Majutsushi wa Ningen Datta
Maō-gun Saikyō no Majutsushi wa Ningen Datta (魔王軍最強の魔術師は人間だった?), también conocida como The Strongest Magician in the Demon Lord's Army was a Human en inglés, es una serie de novelas ligeras japonesas escritas por Ryousuke Hata e ilustradas por Kuma. Comenzó su serialización en línea en febrero de 2016 en el sitio web de publicación de novelas generadas por usuarios Shōsetsuka ni Narō.
Posteriormente fue adquirido por Futabasha, quien publicó cinco volúmenes desde septiembre de 2016 hasta abril de 2018 bajo su sello Monster Bunko. Una adaptación a manga con arte de Anajiro se ha serializado en línea a través del sitio web Gaugau Monster de Futabasha desde julio de 2019 y se ha recopilado en nueve volúmenes de tankōbon.
Una adaptación de la serie de televisión de anime producida por Studio A-Cat se emitió de julio a septiembre de 2024.

## Argumento
Ike es un mago muy poderoso y el líder de la Brigada Inmortal, parte de la Séptima División del ejército del Señor Demonio. Él solo consigue conquistar fortalezas y hacer retroceder a las fuerzas de la humanidad. Eso sí, ni siquiera Dairokuten, el Señor Demonio, ni sus fieles soldados, conocen su mayor secreto: ¡que en realidad es un humano! ¿Podrá mantener su secreto a salvo y lograr la coexistencia pacífica entre demonios y humanos?

## Personajes
Ike (アイク Aiku?)
 Seiyū: Jun Fukuyama
El líder de la Brigada Inmortal, que pertenece al Séptimo Cuerpo del Ejército del Rey Demonio. Un humano que fue recogido por el gran mago Romberg por capricho y hereda su conocimiento y su magia. Intenta luchar sin matar humanos tanto como sea posible. Suele llevar una máscara y una bata para que no se revele su identidad como humano.
Satie (サティ Sati?)
 Seiyū: Hina Tachibana
Un antigua esclava que se coló en la habitación de Ike. Después de enterarse de que Ike es humano, se convierte en su sirvienta.
Cefiro (セフィーロ Sefīro?)
 Seiyū: Shizuka Itō
La comandante del 7.º Cuerpo del Rey Demonio y superior directo de Ike. Es la única demonio que sabe que Ike es humano. Posee un cuerpo voluptuoso y a menudo se burla de Ike.
Dairokuten (ダイロクテン?)
 Seiyū: Manaka Iwami
La reina y la más fuerte de los demonios, que anuló la situación de batalla de los demonios inferiores en una sola batalla. Aunque se rumoreaba que era cruel y despiadada, en realidad es reflexiva y hay momentos en los que es consciente de la verdadera identidad de Ike.
Lilith (リリス Ririsu?)
 Seiyū: Azumi Waki
Una súcubo que pertenece a la Brigada Inmortal. Ama a Ike y quiere coquetear con él siempre que sea posible. 
Jiron (ジロン?)
 Seiyū: Kentarō Tone
Oficial de Estado Mayor de la Brigada Inmortal. Respeta a Ike y cree que es un "genio" que idea estrategias que ningún demonio podría haber pensado antes, como hacer que humanos y demonios trabajen juntos.
Alistair (アリステア Arisutea?)
 Seiyū: Manatsu Murakami
La líder de los Caballeros de la Rosa Blanca del Reino Rosearia. Está orgullosa de ser una caballero del reino. Tiene un gran poder de lucha como caballero y también tiene la capacidad de evaluar la situación de la batalla como comandante.
Fiorentina (フィオレンティーナ Fiorentīna?)
 Seiyū: Yumi Uchiyama
Una alquimista subordinado de Cephiro. Sigue fielmente las instrucciones de Cefiro e Ike.
Romberg (ロンベルク Ronberuku?)
 Seiyū: Chō
El gran mago que crio a Ike. Le enseñó a Ike, un humano, conocimientos y magia y lo crio como un demonio.

## Contenido de la obra

### Novela ligera
La novela fue escrito por Ryousuke Hata, Maō-hun Saikyō no Majutsushi wa Ningen Datta comenzó su serialización en línea en el sitio web de publicación de novelas generadas por usuarios Shōsetsuka ni Narō el 22 de febrero de 2016. Posteriormente fue adquirido por Futabasha, quien publicó cinco volúmenes con ilustraciones de Kuma del 30 de septiembre de 2016 al 27 de abril de 2018, bajo su sello de novela ligera Monster Bunko.
| Volúmenes de novelas ligeras publicadas | Volúmenes de novelas ligeras publicadas | Volúmenes de novelas ligeras publicadas |
| Número                                  | Fecha de lanzamiento                    | ISBN                                    |
| --------------------------------------- | --------------------------------------- | --------------------------------------- |
| 1                                       | 30 de septiembre de 2016                | ISBN 978-4-575-75104-8                  |
| 2                                       | 28 de febrero de 2017                   | ISBN 978-4-575-75125-3                  |
| 3                                       | 30 de junio de 2017                     | ISBN 978-4-04-680696-3                  |
| 4                                       | 30 de noviembre de 2017                 | ISBN 978-4-575-75174-1                  |
| 5                                       | 27 de abril de 2018                     | ISBN 978-4-575-75203-8                  |

### Manga
Una adaptación de manga ilustrada por Anajiro comenzó a serializarse en el sitio web de manga Gaugau Monster de Futabasha el 12 de julio de 2019. Los capítulos del manga se han recopilado en nueve volúmenes de tankōbon a partir de junio de 2023.

### Anime
El 19 de enero de 2024 se anunció una adaptación de la serie de televisión de anime. La serie está producida por Studio A-Cat y dirigida por Norihiko Nagahama, con Touko Machida escribiendo los guiones de la serie, Masami Sueoka diseñando los personajes y Kohta Yamamoto componiendo la música. Se estrenó el 3 de julio de 2024, en Tokyo MX y BS Asahi. El tema de apertura, "Ctrl C", es interpretado por Kohta Yamamoto con Shun Ikegai. Crunchyroll obtuvo la licencia de la serie fuera de Asia. Medialink licenció la serie en el Sudeste Asiático y Oceanía (excepto Australia y Nueva Zelanda) para su transmisión en el canal de YouTube de Ani-One Asia.